# Copa Árabe de la FIFA 2021
La Copa Árabe de la FIFA 2021 (en árabe: كأس العرب 2021) fue la undécima edición de la Copa Árabe, el torneo internacional de fútbol disputado entre las selecciones del mundo árabe (Magreb y Oriente Próximo); fue la primera edición organizada por la FIFA. Estuvo previsto que se celebrara entre el 30 de noviembre y 18 de diciembre en Catar, como antesala de la Copa Mundial de Futbol 2022, que también se celebró en esa nación. Participaron 23 selecciones, de las cuales 16 pasaron a la Fase de grupos.
Este torneo no formó parte del calendario internacional de la FIFA, y por tanto solo participaron en su mayoría jugadores locales. El campeón del torneo fue Argelia, que consiguió su primer título en la competición.

## Formato de competición
De los 23 equipos participantes, los nueve mejores equipos basados en el ranking de la FIFA de abril de 2021 se clasificaron directamente a la Fase de grupos, mientras que los 14 equipos restantes jugaron en la ronda de clasificación, de los cuales se clasificaron siete equipos a la siguiente fase. En la Fase de grupos, se jugó con cuatro grupos de cuatro equipos cada uno, de los cuales se clasificaron los dos mejores de cada grupo para los cuartos de final.
Criterios de desempate
Las posiciones de los equipos en la Fase de grupos fue determinada de acuerdo a los siguientes criterios:
1. Puntos obtenidos en todos los partidos del grupo (tres puntos por victoria, uno por empate, cero por derrota);
2. Gol diferencia en todos los partidos del grupo;
3. Goles anotados en todos los partidos del grupo;
4. Puntos obtenidos en los partidos jugados entre los equipos en cuestión;
5. Gol diferencia en los partidos jugados entre los equipos en cuestión;
6. Goles anotados en los partidos jugados entre los equipos en cuestión;
7. Puntos de juego limpio en todos los partidos del grupo (solo una deducción puede aplicarse a un jugador en un solo partido):
8. Sorteo.

El sistema de puntos de juego limpio tomó en consideración las tarjetas amarillas y rojas recibidas en todos los partidos de la Fase de grupos, deduciendo puntos como se indica en la siguiente lista:
- Primera tarjeta amarilla: menos 1 punto
- Tarjeta roja indirecta (segunda tarjeta amarilla): menos 3 puntos
- Tarjeta roja directa: menos 4 puntos
- Tarjeta amarilla y roja directa: menos 5 puntos

La segunda ronda incluyó todas las fases desde los cuartos de final hasta la final. El ganador de cada partido pasó a la siguiente fase y el perdedor queda eliminado. Los equipos perdedores de las Semifinales jugaron un partido por el tercer puesto. En el partido final, el ganador obtuvo la Copa Árabe.
En todas las instancias finales, si el partido terminaba empatado se jugaba un tiempo suplementario. Si el resultado seguía igualado tras la prórroga, se definía con tiros desde el punto penal.

## Equipos participantes
| Equipos participantes  | Equipos participantes | Equipos participantes | Equipos participantes |
| ---------------------- | --------------------- | --------------------- | --------------------- |
| Arabia Saudita         | Egipto                | Marruecos             | Sudán                 |
| Argelia                | Irak                  | Mauritania            | Sudán del Sur         |
| Baréin                 | Jordania              | Omán                  | Túnez                 |
| Catar                  | Kuwait                | Palestina             | Yemen                 |
| Comoras                | Líbano                | Siria                 | Yibuti                |
| Emiratos Árabes Unidos | Libia                 | Somalia               |                       |

### Sorteo
El sorteo de la Fase de grupos tuvo lugar el 27 de abril de 2021 a las 21:00 AST en el Katara Opera House en Doha. Fue dirigido por Manolo Zubiria, director de competiciones de la FIFA, y cuatro exjugadores: Wael Gomaa (Egipto), Nawaf Al-Temyat (Arabia Saudita), Haitham Mustafa (Sudán) y Younis Mahmoud (Irak).
Los dieciséis equipos se dividieron en cuatro grupos de cuatro equipos. El sorteo comenzó con el bombo 1 y se completó con el bombo 4, desde donde se extrajo un equipo y se asignó al primer grupo disponible en la posición de su bombo (es decir, la posición 1 para el bombo 1). Los anfitriones Catar fueron ubicados automáticamente en el bombo 1 y asignados a la posición A1, mientras que los equipos clasificados automáticamente restantes se clasificaron en sus respectivos bombos según la clasificación mundial de la FIFA de abril de 2021 (se muestra entre paréntesis a continuación). Siria, el equipo con el ranking más bajo que se clasificó automáticamente, se unió en el bombo 3 a los ganadores de los partidos de clasificación 1 a 3, mientras que el bombo 4 contenía a los ganadores de los partidos de clasificación 4 a 7. Argelia, como ganadores de la Copa Africana de Naciones 2019, fueron asignados a la posición D1.
| Equipo    | Rank. |
| --------- | ----- |
| Catar     | 58    |
| Túnez     | 26    |
| Argelia   | 33    |
| Marruecos | 34    |

| Equipo                 | Rank. |
| ---------------------- | ----- |
| Egipto                 | 46    |
| Arabia Saudita         | 65    |
| Irak                   | 68    |
| Emiratos Árabes Unidos | 73    |

| Equipo               | Rank. |
| -------------------- | ----- |
| Siria                | 79    |
| Ganador Preliminar 1 | –     |
| Ganador Preliminar 2 | –     |
| Ganador Preliminar 3 | –     |

| Equipo               | Rank. |
| -------------------- | ----- |
| Ganador Preliminar 4 | –     |
| Ganador Preliminar 5 | –     |
| Ganador Preliminar 6 | –     |
| Ganador Preliminar 7 | –     |

| Jornada   | Fechas                           | Partidos         |
| --------- | -------------------------------- | ---------------- |
| Jornada 1 | 30 de noviembre – 1 de diciembre | 1 vs. 4, 2 vs. 3 |
| Jornada 2 | 3–4 de diciembre                 | 4 vs. 2, 3 vs. 1 |
| Jornada 3 | 6–7 de diciembre                 | 3 vs. 4, 1 vs. 2 |

## Organización

### Sedes
Se utilizaron un total de 8 estadios para albergar esta competencia (contando desde la ronda preliminar), de los cuales 7 de ellos (Estadio Al Bayt, Estadio Al Janoub, Estadio 974, Estadio Al Thumama, Estadio Internacional Khalifa, Estadio Áhmad bin Ali  y Estadio Ciudad de la Educación) serán sedes de la Copa del Mundo Catar 2022 al año siguiente. El Estadio Jassim bin Hamad también fue sede en este torneo pero, al igual que el Estadio Internacional Khalifa, solo fue utilizado para la fase de clasificación.
| Catar                                   | Catar                                   | Catar                                                                                      | Catar                                                                                      |
| Jor                                     | Doha                                    | Doha                                                                                       | Al Wakrah                                                                                  |
| --------------------------------------- | --------------------------------------- | ------------------------------------------------------------------------------------------ | ------------------------------------------------------------------------------------------ |
| (Municipio de Jor)                      | (Municipio de Ad Dawhah)                | (Municipio de Ad Dawhah)                                                                   | (Municipio de Al Wakrah)                                                                   |
| Estadio Al Bayt                         | Estadio Al Thumama                      | Estadio 974                                                                                | Estadio Al Janoub                                                                          |
| Capacidad: 68 895                       | Capacidad: 44 400                       | Capacidad: 44 089                                                                          | Capacidad: 44 325                                                                          |
|                                         |                                         |                                                                                            |                                                                                            |
| Sedes en Catar Doha Jor Rayán Al Wakrah | Sedes en Catar Doha Jor Rayán Al Wakrah | Estadios en el Área de Doha 974 Ciudad de la Educación Khalifa Al Thumama Jassim bin Hamad | Estadios en el Área de Doha 974 Ciudad de la Educación Khalifa Al Thumama Jassim bin Hamad |
| Rayán                                   |                                         |                                                                                            |                                                                                            |
| (Municipio de Rayán) (Área de Doha)     |                                         |                                                                                            |                                                                                            |
| Estadio Áhmad bin Ali                   | Estadio Ciudad de la Educación          | Estadio Internacional Khalifa                                                              | Estadio Jassim bin Hamad                                                                   |
| Capacidad: 45 032                       | Capacidad: 44 667                       | Capacidad: 45 857                                                                          | Capacidad: 15 000                                                                          |
|                                         |                                         |                                                                                            |                                                                                            |

### Lista de árbitros
La FIFA anunció una lista de 12 árbitros, provenientes de las 6 confederaciones continentales. A ella se sumaron 24 árbitros asistentes y 16 colegiados que forman parte del equipo de videoarbitraje (VAR).
AFC
- Alireza Faghani
- Ryūji Satō

CAF
- Bakary Gassama
- Janny Sikazwe

Concacaf
- Said Martínez
- Fernando Hernández

Conmebol
- Facundo Tello
- Wilton Sampaio
- Andrés Matonte

OFC
- Matthew Conger

UEFA
- Daniel Siebert
- Szymon Marciniak

### Lista de árbitros asistentes de video (VAR)
La FIFA anunció una lista de 17 árbitros, provenientes de 5 de las 6 confederaciones continentales (Conmebol, CAF, Concacaf, UEFA y AFC).
AFC
- Shaun Evans
- Abdulla Al Marri
- Hiroyuki Kimura

CAF
- Rédouane Jiyed
- Ibrahim Nour El Din

Concacaf
- Adonai Escobedo
- Fernando Guerrero
- Jair Marrufo

Conmebol
- Rafael Traci
- Eber Aquino
- Leodán González
- Juan Soto

UEFA
- Christian Dingert
- Guillermo Cuadra Fernández
- Fabio Maresca
- Tomasz Kwiatkowski
- Kevin Blom

## Ronda clasificatoria
Las catorce selecciones en los puestos más bajos en la edición de abril del ranking FIFA disputaron las siete eliminatorias a partido único. Los siete vencedores avanzaron a la fase final junto con las nueve mejor clasificadas en la tabla, incluida la anfitriona, Catar.

### Libia - Sudán
| Preliminar 7; 19 de junio | Libia | 0:1 (0:1) | Sudán                  | Estadio Internacional Khalifa, Rayán                    |                                                         |
| 20:00 (UTC+3)             |       | Reporte   | Abdelrahman 15' (pen.) | Árbitro(s): Saoud Ali Al-Adba VAR: Abdulla Ali Al Marri | Árbitro(s): Saoud Ali Al-Adba VAR: Abdulla Ali Al Marri |

### Omán - Somalia
| Preliminar 1; 20 de junio | Omán                                    | 2:1 (2:0) | Somalia   | Estadio Jassim bin Hamad, Rayán               |                                               |
| 20:00 (UTC+3)             | Al-Ghassani 11' · Al-Yahyaei 35' (pen.) | Reporte   | Gigli 54' | Árbitro(s): Benoît Bastien VAR: Willy Delajod | Árbitro(s): Benoît Bastien VAR: Willy Delajod |

### Jordania - Sudán del Sur
| Preliminar 3; 21 de junio | Jordania | 3:0     | Sudán del Sur | Estadio Internacional Khalifa, Rayán |  |
| 20:00 (UTC+3) |          | Reporte |               |                                      |  |
| A Jordania se le otorgó la victoria por 3:0 debido a los elevados casos positivos de COVID-19 en la delegación de Sudán del Sur. |          |         |               |                                      |  |

### Mauritania - Yemen
| Preliminar 5; 22 de junio | Mauritania               | 2:0 (1:0) | Yemen | Estadio Jassim bin Hamad, Rayán                  |                                                  |
| 20:00 (UTC+3)             | Diakhité 18' · Tanjy 85' | Reporte   |       | Árbitro(s): Maurizio Mariani VAR: Daniele Doveri | Árbitro(s): Maurizio Mariani VAR: Daniele Doveri |

### Líbano - Yibuti
| Preliminar 2; 23 de junio | Líbano       | 1:0 (0:0) | Yibuti | Estadio Internacional Khalifa, Rayán          |                                               |
| 20:00 (UTC+3)             | El-Helwe 47' | Reporte   |        | Árbitro(s): Benoît Bastien VAR: Willy Delajod | Árbitro(s): Benoît Bastien VAR: Willy Delajod |

### Palestina - Comoras
| Preliminar 6; 24 de junio | Palestina                                               | 5:1 (2:1) | Comoras   | Estadio Jassim bin Hamad, Rayán             |                                             |
| 20:00 (UTC+3)             | Kharoub 35' · Dabbagh 42' · Seyam 56', 72' · Batran 81' | Reporte   | Moussa 5' | Árbitro(s): Daniele Doveri VAR: Marco Guida | Árbitro(s): Daniele Doveri VAR: Marco Guida |

### Baréin - Kuwait
| Preliminar 4; 25 de junio | Baréin                | 2:0 (0:0) | Kuwait | Estadio Internacional Khalifa, Rayán            |                                                 |
| 20:00 (UTC+3)             | Haram 74' · Isa 90+4' | Reporte   |        | Árbitro(s): Mustapha Ghorbal VAR: Willy Delajod | Árbitro(s): Mustapha Ghorbal VAR: Willy Delajod |

## Fase de grupos
Los horarios corresponden al huso horario de Catar AST (UTC+3).

### Grupo A
| Selección | Pts | PJ | PG | PE | PP | GF | GC | Dif |
| --------- | --- | -- | -- | -- | -- | -- | -- | --- |
| Catar     | 9   | 3  | 3  | 0  | 0  | 6  | 1  | 5   |
| Omán      | 4   | 3  | 1  | 1  | 1  | 5  | 3  | 2   |
| Irak      | 2   | 3  | 0  | 2  | 1  | 1  | 4  | –3  |
| Baréin    | 1   | 3  | 0  | 1  | 2  | 0  | 4  | –4  |

| 30 de noviembre, 16:00 | Irak                     | 1:1 (0:0) | Omán                  | Estadio Al Janoub, Al Wakrah                                              |                                                                           |
|                        | Abdulkareem 90+8' (pen.) | Reporte   | Al-Yahyaei 78' (pen.) | Asistencia: 1576 espectadores Árbitro(s): Said Martínez VAR: Jair Marrufo | Asistencia: 1576 espectadores Árbitro(s): Said Martínez VAR: Jair Marrufo |

| 30 de noviembre, 19:30 | Catar     | 1:0 (0:0) | Baréin | Estadio Al Bayt, Jor                                                                 |                                                                                      |
|                        | Hatem 69' | Reporte   |        | Asistencia: 47 813 espectadores Árbitro(s): Szymon Marciniak VAR: Tomasz Kwiatkowski | Asistencia: 47 813 espectadores Árbitro(s): Szymon Marciniak VAR: Tomasz Kwiatkowski |

| 3 de diciembre, 13:00 | Baréin | 0:0     | Irak | Estadio Al Thumama, Doha                                                    |                                                                             |
|                       |        | Reporte |      | Asistencia: 2576 espectadores Árbitro(s): Janny Sikazwe VAR: Rédouane Jiyed | Asistencia: 2576 espectadores Árbitro(s): Janny Sikazwe VAR: Rédouane Jiyed |

| 3 de diciembre, 16:00 | Omán         | 1:2 (0:1) | Catar                                 | Estadio Ciudad de la Educación, Rayán                                        |                                                                              |
|                       | Al-Hajri 74' | Reporte   | Afif 32' (pen.) · Durbin 90+7' (a.g.) | Asistencia: 23 254 espectadores Árbitro(s): Wilton Sampaio VAR: Rafael Traci | Asistencia: 23 254 espectadores Árbitro(s): Wilton Sampaio VAR: Rafael Traci |

| 6 de diciembre, 22:00 | Omán                             | 3:0 (1:0) | Baréin | Estadio Áhmad bin Ali, Rayán                                              |                                                                           |
|                       | Al-Alawi 41', 50' · Al-Hajri 59' | Reporte   |        | Asistencia: 2477 espectadores Árbitro(s): Ryūji Satō VAR: Hiroyuki Kimura | Asistencia: 2477 espectadores Árbitro(s): Ryūji Satō VAR: Hiroyuki Kimura |

| 6 de diciembre, 22:00 | Catar                                | 3:0 (0:0) | Irak | Estadio Al Bayt, Jor                                                        |                                                                             |
|                       | Ali 82' · Afif 84' · Al-Haidos 90+4' | Reporte   |      | Asistencia: 23 008 espectadores Árbitro(s): Bakary Gassama VAR: Shaun Evans | Asistencia: 23 008 espectadores Árbitro(s): Bakary Gassama VAR: Shaun Evans |

### Grupo B
| Selección              | Pts | PJ | PG | PE | PP | GF | GC | Dif |
| ---------------------- | --- | -- | -- | -- | -- | -- | -- | --- |
| Túnez                  | 6   | 3  | 2  | 0  | 1  | 6  | 3  | 3   |
| Emiratos Árabes Unidos | 6   | 3  | 2  | 0  | 1  | 3  | 2  | 1   |
| Siria                  | 3   | 3  | 1  | 0  | 2  | 4  | 4  | 0   |
| Mauritania             | 3   | 3  | 1  | 0  | 2  | 3  | 7  | –4  |

| 30 de noviembre, 13:00 | Túnez                                                 | 5:1 (3:1) | Mauritania           | Estadio Áhmad bin Ali, Rayán                                                    |                                                                                 |
|                        | Jaziri 39', 45+2' · Ben Larbi 42', 51' · Msakni 90+1' | Reporte   | Bessam 42+12' (pen.) | Asistencia: 2494 espectadores Árbitro(s): Alireza Faghani VAR: Abdulla Al Marri | Asistencia: 2494 espectadores Árbitro(s): Alireza Faghani VAR: Abdulla Al Marri |

| 30 de noviembre, 22:00 | Emiratos Árabes Unidos | 2:1 (2:0) | Siria         | Estadio 974, Doha                                                        |                                                                          |
|                        | Caio 24' · Saleh 30'   | Reporte   | Al-Salama 60' | Asistencia: 4129 espectadores Árbitro(s): Janny Sikazwe VAR: Shaun Evans | Asistencia: 4129 espectadores Árbitro(s): Janny Sikazwe VAR: Shaun Evans |

| 3 de diciembre, 19:00 | Mauritania | 0:1 (0:0) | Emiratos Árabes Unidos | Estadio 974, Doha                                                       |                                                                         |
|                       |            | Reporte   | Ibrahim 90+3'          | Asistencia: 3316 espectadores Árbitro(s): Andrés Matonte VAR: Juan Soto | Asistencia: 3316 espectadores Árbitro(s): Andrés Matonte VAR: Juan Soto |

| 3 de diciembre, 22:00 | Siria                  | 2:0 (1:0) | Túnez | Estadio Al Bayt, Jor                                                                |                                                                                     |
|                       | Kass Kawo 4' · Anz 47' | Reporte   |       | Asistencia: 15 913 espectadores Árbitro(s): Fernando Hernández VAR: Adonai Escobedo | Asistencia: 15 913 espectadores Árbitro(s): Fernando Hernández VAR: Adonai Escobedo |

| 6 de diciembre, 18:00 | Siria        | 1:2 (0:0) | Mauritania               | Estadio Al Janoub, Al Wakrah                                               |                                                                            |
|                       | Al Baher 52' | Reporte   | Soueid 50' · Tanjy 90+5' | Asistencia: 8539 espectadores Árbitro(s): Wilton Sampaio VAR: Rafael Traci | Asistencia: 8539 espectadores Árbitro(s): Wilton Sampaio VAR: Rafael Traci |

| 6 de diciembre, 18:00 | Túnez      | 1:0 (1:0) | Emiratos Árabes Unidos | Estadio Al Thumama, Doha                                                          |                                                                                   |
|                       | Jaziri 10' | Reporte   |                        | Asistencia: 14 272 espectadores Árbitro(s): Daniel Siebert VAR: Christian Dingert | Asistencia: 14 272 espectadores Árbitro(s): Daniel Siebert VAR: Christian Dingert |

### Grupo C
| Selección      | Pts | PJ | PG | PE | PP | GF | GC | Dif |
| -------------- | --- | -- | -- | -- | -- | -- | -- | --- |
| Marruecos      | 9   | 3  | 3  | 0  | 0  | 9  | 0  | 9   |
| Jordania       | 6   | 3  | 2  | 0  | 1  | 6  | 5  | 1   |
| Arabia Saudita | 1   | 3  | 0  | 1  | 2  | 1  | 3  | –2  |
| Palestina      | 1   | 3  | 0  | 1  | 2  | 2  | 10 | –8  |

| 1 de diciembre, 19:00 | Marruecos                                        | 4:0 (1:0) | Palestina | Estadio Al Janoub, Al Wakrah                                              |                                                                           |
|                       | Nahiri 31' · Hafidi 56', 64' · Banoun 87' (pen.) | Reporte   |           | Asistencia: 3843 espectadores Árbitro(s): Matthew Conger VAR: Shaun Evans | Asistencia: 3843 espectadores Árbitro(s): Matthew Conger VAR: Shaun Evans |

| 1 de diciembre, 22:00 | Arabia Saudita | 0:1 (0:1) | Jordania              | Estadio Ciudad de la Educación, Rayán                                      |                                                                            |
|                       |                | Reporte   | Al-Dawsari 62' (a.g.) | Asistencia: 4777 espectadores Árbitro(s): Bakary Gassama VAR: Jair Marrufo | Asistencia: 4777 espectadores Árbitro(s): Bakary Gassama VAR: Jair Marrufo |

| 4 de diciembre, 13:00 | Jordania | 0:4 (0:3) | Marruecos                                                 | Estadio Áhmad bin Ali, Rayán                                           |                                                                        |
|                       |          | Reporte   | Jabrane 4' · Banoun 25' · Chibi 45+3' · Rahimi 88' (pen.) | Asistencia: 7890 espectadores Árbitro(s): Facundo Tello VAR: Juan Soto | Asistencia: 7890 espectadores Árbitro(s): Facundo Tello VAR: Juan Soto |

| 4 de diciembre, 22:00 | Palestina    | 1:1 (1:0) | Arabia Saudita | Estadio Ciudad de la Educación, Rayán                                          |                                                                                |
|                       | Rashid 45+2' | Reporte   | Al-Hamdan 81'  | Asistencia: 3075 espectadores Árbitro(s): Said Martínez VAR: Fernando Guerrero | Asistencia: 3075 espectadores Árbitro(s): Said Martínez VAR: Fernando Guerrero |

| 7 de diciembre, 18:00 | Marruecos                | 1:0 (1:0) | Arabia Saudita | Estadio Al Thumama, Doha                                                      |                                                                               |
|                       | El Berkaoui 45+4' (pen.) | Reporte   |                | Asistencia: 8502 espectadores Árbitro(s): Andrés Matonte VAR: Leodán González | Asistencia: 8502 espectadores Árbitro(s): Andrés Matonte VAR: Leodán González |

| 7 de diciembre, 18:00 | Jordania                                                                      | 5:1 (2:1) | Palestina | Estadio 974, Doha                                                               |                                                                                 |
|                       | Abdel-Rahman 9' (pen.) · Al-Dardour 24' · Al-Mardi 82' · Al-Naimat 86', 90+1' | Reporte   | Seyam 44' | Asistencia: 9750 espectadores Árbitro(s): Alireza Faghani VAR: Abdulla Al Marri | Asistencia: 9750 espectadores Árbitro(s): Alireza Faghani VAR: Abdulla Al Marri |

### Grupo D
| Selección | Pts | PJ | PG | PE | PP | GF | GC | Dif |
| --------- | --- | -- | -- | -- | -- | -- | -- | --- |
| Egipto    | 7   | 3  | 2  | 1  | 0  | 7  | 1  | 6   |
| Argelia   | 7   | 3  | 2  | 1  | 0  | 7  | 1  | 6   |
| Líbano    | 3   | 3  | 1  | 0  | 2  | 1  | 3  | –2  |
| Sudán     | 0   | 3  | 0  | 0  | 3  | 0  | 10 | –10 |

| 1 de diciembre, 13:00 | Argelia                                         | 4:0 (3:0) | Sudán | Estadio Áhmad bin Ali, Rayán                                              |                                                                           |
|                       | Bounedjah 11', 37' · Benlamri 43' · Soudani 46' | Reporte   |       | Asistencia: 2203 espectadores Árbitro(s): Ryūji Satō VAR: Hiroyuki Kimura | Asistencia: 2203 espectadores Árbitro(s): Ryūji Satō VAR: Hiroyuki Kimura |

| 1 de diciembre, 16:00 | Egipto           | 1:0 (0:0) | Líbano | Estadio Al Thumama, Doha                                                          |                                                                                   |
|                       | Afsha 71' (pen.) | Reporte   |        | Asistencia: 11 757 espectadores Árbitro(s): Daniel Siebert VAR: Christian Dingert | Asistencia: 11 757 espectadores Árbitro(s): Daniel Siebert VAR: Christian Dingert |

| 4 de diciembre, 16:00 | Líbano | 0:2 (0:0) | Argelia                            | Estadio Al Janoub, Al Wakrah                                                       |                                                                                    |
|                       |        | Reporte   | Brahimi 69' (pen.) · Meziani 90+3' | Asistencia: 9405 espectadores Árbitro(s): Szymon Marciniak VAR: Tomasz Kwiatkowski | Asistencia: 9405 espectadores Árbitro(s): Szymon Marciniak VAR: Tomasz Kwiatkowski |

| 4 de diciembre, 19:00 | Sudán | 0:5 (0:3) | Egipto                                                                | Estadio 974, Doha                                                          |                                                                            |
|                       |       | Reporte   | Refaat 4' · Sayed 13' (pen.) · El-Wensh 31' · Faisal 57' · Sherif 80' | Asistencia: 14 464 espectadores Árbitro(s): Matthew Conger VAR: Kevin Blom | Asistencia: 14 464 espectadores Árbitro(s): Matthew Conger VAR: Kevin Blom |

| 7 de diciembre, 22:00                                                                                                   | Argelia    | 1:1 (1:0) | Egipto              | Estadio Al Janoub, Al Wakrah                                                    |                                                                                 |
| | Tougai 19' | Reporte   | El Solia 60' (pen.) | Asistencia: 32 418 espectadores Árbitro(s): Facundo Tello VAR: Cuadra Fernández | Asistencia: 32 418 espectadores Árbitro(s): Facundo Tello VAR: Cuadra Fernández |
| Egipto clasificó a la siguiente fase en el primer lugar del grupo por desempate vía Fair Play (Egipto –6, Argelia –11). |            |           |                     |                                                                                 |                                                                                 |

| 7 de diciembre, 22:00 | Líbano                 | 1:0 (0:0) | Sudán | Estadio Ciudad de la Educación, Rayán                                             |                                                                                   |
|                       | Abu Eshrein 76' (a.g.) | Reporte   |       | Asistencia: 5991 espectadores Árbitro(s): Fernando Hernández VAR: Adonai Escobedo | Asistencia: 5991 espectadores Árbitro(s): Fernando Hernández VAR: Adonai Escobedo |

## Fase final

### Cuadro final
|  | Cuartos de final                                 | Cuartos de final                    |                              |       | Semifinales   | Semifinales   |  |  | Final | Final |
|  |                                                  |                                     |                              |       |               |               |  |  |       |       |
|  | 10 de diciembre - Rayán (Ciudad de la Educación) |                                     |                              |       |               |               |  |  |       |       |
|  |                                                  |                                     |                              |       |               |               |  |  |       |       |
|  | Túnez                                            | 2                                   |                              |       |               |               |  |  |       |       |
|  | Túnez                                            | 2                                   | 15 de diciembre - Doha (974) |       |               |               |  |  |       |       |
|  | Omán                                             | 1                                   |                              |       |               |               |  |  |       |       |
|  | Omán                                             | 1                                   | Túnez                        | 1     |               |               |  |  |       |       |
|  | 11 de diciembre - Al Wakrah                      |                                     | Túnez                        | 1     |               |               |  |  |       |       |
|  |                                                  | Egipto                              | 0                            |       |               |               |  |  |       |       |
|  | Egipto (t. s.)                                   | Egipto                              | 0                            | 3     |               |               |  |  |       |       |
|  | Egipto (t. s.)                                   |                                     | 18 de diciembre - Jor        | 3     |               |               |  |  |       |       |
|  | Jordania                                         | 1                                   |                              |       |               |               |  |  |       |       |
|  | Jordania                                         | 1                                   | Túnez                        | 0     |               |               |  |  |       |       |
|  | 10 de diciembre - Jor                            |                                     | Túnez                        | 0     |               |               |  |  |       |       |
|  |                                                  | Argelia (t. s.)                     | 2                            |       |               |               |  |  |       |       |
|  | Catar                                            | Argelia (t. s.)                     | 2                            | 5     |               |               |  |  |       |       |
|  | Catar                                            | 15 de diciembre - Doha (Al Thumama) |                              | 5     |               |               |  |  |       |       |
|  | Emiratos Árabes Unidos                           | 0                                   |                              |       |               |               |  |  |       |       |
|  | Emiratos Árabes Unidos                           | 0                                   | Catar                        | 1     |               |               |  |  |       |       |
|  | 11 de diciembre - Doha (Al Thumama)              |                                     | Catar                        | 1     |               |               |  |  |       |       |
|  |                                                  | Argelia                             | 2                            |       | Tercer puesto | Tercer puesto |  |  |       |       |
|  | Marruecos                                        | Argelia                             | 2                            | 2 (3) | Tercer puesto | Tercer puesto |  |  |       |       |
|  | Marruecos                                        |                                     | 18 de diciembre - Doha (974) | 2 (3) |               |               |  |  |       |       |
|  | Argelia                                          | 2 (5)                               |                              |       |               |               |  |  |       |       |
|  | Argelia                                          | 2 (5)                               | Egipto                       | 0 (4) |               |               |  |  |       |       |
|  |                                                  |                                     |                              |       |               |               |  |  |       |       |
|  | Catar                                            | 0 (5)                               |                              |       |               |               |  |  |       |       |
|  | Catar                                            | 0 (5)                               |                              |       |               |               |  |  |       |       |

### Cuartos de final
| 10 de diciembre, 18:00 | Túnez                   | 2:1 (1:0) | Omán         | Estadio Ciudad de la Educación, Rayán                                             |                                                                                   |
|                        | Jaziri 16' · Msakni 69' | Reporte   | Al-Alawi 67' | Asistencia: 21 329 espectadores Árbitro(s): Daniel Siebert VAR: Christian Dingert | Asistencia: 21 329 espectadores Árbitro(s): Daniel Siebert VAR: Christian Dingert |

| 10 de diciembre, 22:00 | Catar                                                                      | 5:0 (5:0) | Emiratos Árabes Unidos | Estadio Al Bayt, Jor                                                            |                                                                                 |
|                        | Salmeen 6' (a.g.) · Ali 28' (pen.), 45+3' · Khoukhi 36' (pen.) · Hatem 44' | Reporte   |                        | Asistencia: 63 439 espectadores Árbitro(s): Andrés Matonte VAR: Leodán González | Asistencia: 63 439 espectadores Árbitro(s): Andrés Matonte VAR: Leodán González |

| 11 de diciembre, 18:00 | Egipto                                  | 3:1 (1:1, 1:1) (t. s.) | Jordania      | Estadio Al Janoub, Al Wakrah                                                     |                                                                                  |
|                        | Hamdy 45+1' · Refaat 100' · Dawoud 119' | Reporte                | Al-Naimat 12' | Asistencia: 28 306 espectadores Árbitro(s): Said Martínez VAR: Fernando Guerrero | Asistencia: 28 306 espectadores Árbitro(s): Said Martínez VAR: Fernando Guerrero |

| 11 de diciembre, 22:00 | Marruecos                               | 2:2 (1:1, 0:0) (t. s.)(3:5 p.) | Argelia                                          | Estadio Al Thumama, Doha                                                     |                                                                              |
|                        | Nahiri 64' · Benoun 111'                | Reporte                        | Brahimi 62' (pen.) · Belaïli 102'                | Asistencia: 24 823 espectadores Árbitro(s): Wilton Sampaio VAR: Rafael Traci | Asistencia: 24 823 espectadores Árbitro(s): Wilton Sampaio VAR: Rafael Traci |
|                        |                                         | Tiros desde el punto penal     |                                                  |                                                                              |                                                                              |
|                        | Rahimi · Benoun · Jabrane · El Berkaoui |                                | Belaïli · Bendebka · Bedrane · Benayada · Tougai |                                                                              |                                                                              |

### Semifinales
| 15 de diciembre, 18:00 | Túnez                 | 1:0 (0:0) | Egipto | Estadio 974, Doha                                                                 |                                                                                   |
|                        | El Solia 90+5' (a.g.) | Reporte   |        | Asistencia: 36 427 espectadores Árbitro(s): Alireza Faghani VAR: Cuadra Fernández | Asistencia: 36 427 espectadores Árbitro(s): Alireza Faghani VAR: Cuadra Fernández |

| 15 de diciembre, 22:00 | Catar         | 1:2 (0:0) | Argelia                       | Estadio Al Thumama, Doha                                                             |                                                                                      |
|                        | Muntari 90+7' | Reporte   | Benlamri 59' · Belaïli 90+17' | Asistencia: 42 405 espectadores Árbitro(s): Szymon Marciniak VAR: Tomasz Kwiatkowski | Asistencia: 42 405 espectadores Árbitro(s): Szymon Marciniak VAR: Tomasz Kwiatkowski |

### Tercer puesto
| 18 de diciembre, 13:00 | Egipto                                               | 0:0 (t. s.)(4:5 p.)        | Catar                                                     | Estadio 974, Doha                                                        |                                                                          |
|                        |                                                      | Reporte                    |                                                           | Asistencia: 30 978 espectadores Árbitro(s): Facundo Tello VAR: Juan Soto | Asistencia: 30 978 espectadores Árbitro(s): Facundo Tello VAR: Juan Soto |
|                        |                                                      | Tiros desde el punto penal |                                                           |                                                                          |                                                                          |
|                        | Afsha · El Solia · Hegazy · Fotouh · Tawfik · Sherif |                            | Al-Haidos · Khoukhi · Hassan · Alaaeldin · Afif · Boudiaf |                                                                          |                                                                          |

### Final
| 18 de diciembre, 18:00 | Túnez | 0:2 (0:0, 0:0) (t. s.) | Argelia                     | Estadio Al Bayt, Jor                                                              |                                                                                   |
|                        |       | Reporte                | Sayoud 99' · Brahimi 120+5' | Asistencia: 60 456 espectadores Árbitro(s): Daniel Siebert VAR: Christian Dingert | Asistencia: 60 456 espectadores Árbitro(s): Daniel Siebert VAR: Christian Dingert |

|                             |
| Bandera de Argelia          |
| Campeón Argelia 1.er título |

## Estadísticas

### Tabla general
| Pos. | Equipo                 | Pts | PJ | PG | PE | PP | GF | GC | Dif. | Rend.  |
| ---- | ---------------------- | --- | -- | -- | -- | -- | -- | -- | ---- | ------ |
| 1    | Argelia                | 14  | 6  | 4  | 2  | 0  | 13 | 4  | 9    | 77,78% |
| 2    | Túnez                  | 12  | 6  | 4  | 0  | 2  | 9  | 6  | 3    | 66,67% |
| 3    | Catar                  | 13  | 6  | 4  | 1  | 1  | 12 | 3  | 9    | 72,22% |
| 4    | Egipto                 | 11  | 6  | 3  | 2  | 1  | 10 | 3  | 7    | 61,11% |
| 5    | Marruecos              | 10  | 4  | 3  | 1  | 0  | 11 | 2  | 9    | 83,33% |
| 6    | Jordania               | 6   | 4  | 2  | 0  | 2  | 7  | 8  | –1   | 50%    |
| 7    | Emiratos Árabes Unidos | 6   | 4  | 2  | 0  | 2  | 3  | 7  | –4   | 50%    |
| 8    | Omán                   | 4   | 4  | 1  | 1  | 2  | 6  | 5  | 1    | 33,33% |
| 9    | Siria                  | 3   | 3  | 1  | 0  | 2  | 4  | 4  | 0    | 33,33% |
| 10   | Líbano                 | 3   | 3  | 1  | 0  | 2  | 1  | 3  | –2   | 33,33% |
| 11   | Mauritania             | 3   | 3  | 1  | 0  | 2  | 3  | 7  | –4   | 33,33% |
| 12   | Irak                   | 2   | 3  | 0  | 2  | 1  | 1  | 4  | –3   | 22,22% |
| 13   | Arabia Saudita         | 1   | 3  | 0  | 1  | 2  | 1  | 3  | –2   | 11,11% |
| 14   | Baréin                 | 1   | 3  | 0  | 1  | 2  | 0  | 4  | –4   | 11,11% |
| 15   | Palestina              | 1   | 3  | 0  | 1  | 2  | 2  | 10 | –8   | 11,11% |
| 16   | Sudán                  | 0   | 3  | 0  | 0  | 3  | 0  | 10 | –10  | 0%     |

### Goleadores
| Jugador           | Selección | Goles |
| ----------------- | --------- | ----- |
| Seifeddine Jaziri | Túnez     | 4     |
| Yacine Brahimi    | Argelia   | 3     |
| Yazan Al-Naimat   | Jordania  | 3     |
| Badr Banoun       | Egipto    | 3     |
| Almoez Ali        | Catar     | 3     |
| Arshad Al-Alawi   | Omán      | 2     |
| Abdelilah Hafidi  | Marruecos | 2     |
| Ahmed Refaat      | Egipto    | 2     |
| Amir Sayoud       | Argelia   | 2     |
| Abdulaziz Hatem   | Catar     | 2     |

### Asistentes
| Jugador                  | Selección              | Asist. |
| ------------------------ | ---------------------- | ------ |
| Akram Afif               | Catar                  | 4      |
| Baghdad Bounedjah        | Argelia                | 3      |
| Abdullah Fawaz           | Omán                   | 2      |
| Mohamed Chibi            | Marruecos              | 2      |
| Djamel Benlamri          | Argelia                | 2      |
| Yaseen al-Bakhit         | Jordania               | 1      |
| Haitham Asiri            | Arabia Saudita         | 1      |
| Mohamed Amine Ben Hamida | Túnez                  | 1      |
| Bandar Al-Ahbabi         | Emiratos Árabes Unidos | 1      |
| Mahmoud Abu Warda        | Palestina              | 1      |

### Autogoles
| Jugador             | Selección              | Rival    | Goles |
| ------------------- | ---------------------- | -------- | ----- |
| Amr El Solia        | Egipto                 | Túnez    | 1     |
| Khalifah Al-Dawsari | Arabia Saudita         | Jordania | 1     |
| Fahmi Durbin        | Omán                   | Catar    | 1     |
| Ali Abu Eshrein     | Sudán                  | Líbano   | 1     |
| Ali Salmeen         | Emiratos Árabes Unidos | Catar    | 1     |